# Rubídium-oxalát
A rubídium-oxalát az oxálsav rubídiumsója, képlete Rb2C2O4.

## Előállítása
Rubídium-karbonát és oxálsav reakciójával állítható elő:
{\displaystyle \mathrm {Rb_{2}CO_{3}+(COOH)_{2}\longrightarrow Rb_{2}(COO)_{2}+H_{2}O+CO_{2}\uparrow } }
Rubídium-formiát hőbomlása során is rubídium-oxalát képződik:
{\displaystyle \mathrm {2\ HCOORb\ {\xrightarrow {\ \Delta \ }}\ \ (COO)_{2}Rb_{2}+H_{2}\uparrow } }

## Tulajdonságai
A rubídium-oxalát monohidrátként kristályosodik, kristályszerkezete monoklin, és izomorf a kálium-oxalát monohidráttal. A vízmentes rubídium-oxalátnak szobahőmérsékleten két különböző változata létezik: az egyik a cézium-oxaláttal izotip monoklin kristályokat alkot, a másik rombos forma a kálium-oxaláttal izotip. A frissen előállított vízmentes rubídium-oxalát főként monoklin fázisú, de utána lassan, visszafordíthatatlanul a rombos formává alakul át. 2004-ben további két, magas hőmérsékleten létező rubídium-oxalát fázist fedeztek fel.
A rubídium-oxalát különböző kristályszerkezeteinek adatai:
| Fázis      | Kristályszerkezet | Tércsoport | a az Å-ban | b az Å-ban | c az Å-ban | β       | Z |
| ---------- | ----------------- | ---------- | ---------- | ---------- | ---------- | ------- | - |
| Alfa       | monoklin          | P21/c      | 6,328      | 10,455     | 8,217      | 98,016° | 4 |
| Béta       | rombos            | Pbam       | 11,288     | 6,295      | 3,622      | —       | 2 |
| Monohidrát | monoklin          | C2/c       | 9,617      | 6,353      | 11,010     | 109,46° | 4 |

A kristályos rubídium-oxalát standard entalpiája 1325,0 ± 8,1 kJ/mol.
Termikus bomlásakor előbb szén-monoxidra és rubídium-karbonátra bomlik, majd szén-dioxidra és rubídium-oxidra majd  507 - 527 °C között rubídiumra és oxigénre:
{\displaystyle \mathrm {(COO)_{2}Rb_{2}\ {\xrightarrow {\ \Delta \ }}\ \ Rb_{2}CO_{3}+CO\uparrow } }
{\displaystyle \mathrm {Rb_{2}CO_{3}\ {\xrightarrow {\ \Delta \ }}\ \ Rb_{2}O+CO_{2}\uparrow } }
{\displaystyle \mathrm {2\ Rb_{2}O\ {\xrightarrow {\ \Delta \ }}\ \ 4\ Rb+O_{2}\uparrow } }
Savanyú sója, a rubídium-hidrogénoxalát (RbH(COO)2) monoklin kristályszerkezetű, izomorf a vele analóg kálium vegyülettel. Létezik egy RbH3(COO)2 összetételű savanyú rubídium-tetraoxalát só is, mely dihidrátként kristályosodik, sűrűsége  18 °C-on 2,125 g/cm−3, oldhatósága vízben 21 °C-on 21 g/l.
Hidrogén-peroxidos oldatát bepárolva a levegőn viszonylag stabil, monoklin rubídium-oxalát monoperhidrátot –(COO)2Rb2·H2O2 – alkot.
Hidrogén-fluoriddal reagálva komplexet alkot:
{\displaystyle \mathrm {(COO)_{2}Rb_{2}+2HF\ \longrightarrow \ \ (COO)_{2}HRb\cdot HF+RbF} }

## Fordítás
Ez a szócikk részben vagy egészben  a   Rubidiumoxalat című német Wikipédia-szócikk ezen változatának fordításán alapul.  Az eredeti cikk szerkesztőit annak laptörténete sorolja fel. Ez a jelzés csupán a megfogalmazás eredetét és a szerzői jogokat jelzi, nem szolgál a cikkben szereplő információk forrásmegjelöléseként.